# Sanet i els Negrals
Sanet i els Negrals és un municipi del País Valencià situat a la comarca de la Marina Alta.

## Geografia
Està situat al repeu d'un dels vessants de la Serra de Segària, a la subcomarca anomenada la Rectoria, amb clima temperat i a 10 km de la platja. Es troba a 82 msnm, té una densitat poblacional de 152,56 hab/km² i una extensió territorial de 3,9 km². Limita amb els termes municipals de Beniarbeig, Benidoleig, Benimeli i Tormos.

## Història
En èpoques prehistòriques tota la vall constituir una marjal que s'inundava a les èpoques plujoses. A l'estiu les zones menys profundes s'assecaven, i l'herba fresca alimentava als remugants, cérvols, gaseles, daines, cabirols i cavalls que servien d'aliment als grans felins que habitaven la zona, especialment el lleó. L'home del Paleolític, i posteriorment del Neolític, va aprofitar la riquesa del lloc i es va assentar en les nombroses coves que l'envolten, com ara la Cova del Colom, la Cova del Corb, la Cova de les Calaveres, etc.
Tot i que el municipi del Sanet és bastant posterior, hi ha proves d'assentaments humans des de temps molt primerencs. Al cim de la serra de Segària es troben les restes d'un antic poblat iber, probablement edetà, del segle vi aC (SAGVNTVM (PLAVER), 36, 2004: 61 - 75).
El 1997 es va descobrir al terme municipal de Sanet una placa funerària opistògrafa d'origen romà datada al segle i en la qual es pot llegir: D(is) M(anibus) s [(acrum)] / Nom[as] / h(ic) ia[cet] / s(it) t(ibi) t(erra) [l(euis)]. Els assentaments romans a la zona van ser abundants, sent el més important el de Diànium (Dénia).
La serra de Segària, als vessants de la qual es troba el poble de Sanet, és rica en restes arqueològiques. A més del poblat iber són importants les restes de la Cova Bolumini, les restes de les terrasses dels àrabs i les restes del que va ser la sumptuosa casa del príncep àrab Abd-El-Melichi Almuzafar, coneguts com La Cadireta del Rei Moro. Es tracta d'un castell que en època cristiana va ser administrat des de 1257 per En Carròs, senyor de Rebollet. Es va considerar un bastió important contra els insurrectes moriscos de l'època d'Al-Àzraq, perquè va ser un dels castells que Jaume I va ordenar que fos avituallat convenientment en previsió d'un atac moro.
Com a curiositat cal destacar que el primer registre escrit del terme "llengua catalana" es troba en el document de cessió dels llocs de Sagra i Sanet a l'Orde de Sant Jaume, signat pel notari Bernat Soler el 17 de setembre de 1341 (Arxiu Històric Nacional, Ordes Militars, Uclés, Sagra i Sanet, carpeta 307, núm. 6).
El 1570 va ser adquirit el Lloc de Negrals per D. Lorenzo Merita, primer senyor de Merita, durant el regnat de Felip II.
L'expulsió dels moriscos va afectar enormement l'estatus dels que, aleshores, era pobles independents. Com a conseqüència de la disposició de les Corts de 1626, Negrals va perdre la seua condició de poble. En el mandat s'establia que els pobles afectats per l'expulsió dels moriscos que no aconseguiren atraure suficients repobladors perdrien la seua condició de municipis. Per això els senyors Pascual, gentilhòmens d'Oliva als quals pertanyia el poble des d'antic, van perdre les competències jurisdiccionals a favor del marqués de Dénia.
A diferència del que passà amb els Negrals, els pobles de Sagra i Sanet sí que van aconseguir atraure prou repobladors i van poder mantenir el seu estatus. Els cristians vells que els van repoblar provenien de pobles pròxims, com ara Penàguila, Oliva i Pego, però també de zones més llunyanes com Catalunya i Mallorca.
En 1834 es van unir els dos nuclis formant l'actual Sanet i Negrals. En aquella època, els brots de còlera afectaven la població de manera recurrent i eren molts els que fugien de les grans ciutats. Aquell mateix any va arribar a la zona una senyora, anomenada Donya Dionisia Torres García de Navasqüés, vídua del tinent coronel Antonio Barta Estébanez, procedent de Saragossa per a resguardar-se de l'epidèmia. Les autoritats de la zona, que no tenien instal·lacions apropiades per a acollir-la, van establir que la dona es mantingués en quarantena una cova propera. La senyora va ser en un principi assistida per la família Mut-Torres amb la qual mantenia algun parentiu, però va acabar per morir-hi el 6 de novembre d'aquell mateix any. Al cap de poc també va morir el seu assistent, Pere Mut, i 18 persones més de la zona per la pandèmia. En record a aquells fets, a l'esmentada cova és coneguda en l'actualitat com a la Cova de la Senyora.
Hi ha proves que indiquen que habitants del Sanet i Negrals van participar en les revoltes del 1848, tal com indica l'ordre de crida i cerca contra José Gómez (Secretari del Sanet i Negrals). Els avalots van ser importants a la província d'Alacant, i pretenien estendre els efectes de la revolució parisenca que va aconseguir enderrocar a Lluís Felip i instaurar la Segona República a França. La revolució de 1848, encara que pretenia posar fi al regnat d'Isabel II i canviar la situació política, reflectia també el descontentament popular conseqüència de la crisi aguditzada des de 1846.
En 1858 va prendre possessió el primer vicari de l'església de Santa Anna.

## Economia
Basada tradicionalment en l'agricultura, predomina el sector citrícola.

## Demografia
Té una població de 727 habitants (INE 2007). Un 28,31% de la seua població és de nacionalitat estrangera, principalment procedent d'altres països del continent europeu.
| 1900 | 1910 | 1920 | 1930 | 1940 | 1950 | 1960 | 1970 | 1981 | 1991 | 2000 | 2005 | 2006 | 2007 |
| ---- | ---- | ---- | ---- | ---- | ---- | ---- | ---- | ---- | ---- | ---- | ---- | ---- | ---- |
| 429  | 436  | 483  | 559  | 540  | 568  | 600  | 569  | 602  | 548  | 547  | 664  | 684  | 727  |

## Política i govern

### Composició de la Corporació Municipal
El Ple de l'Ajuntament està format per 7 regidors. En les eleccions municipals de 26 de maig de 2019 foren elegits 5 regidors d'Independents per Sanet i els Negrals (Sanet-Fepal) i 2 del Partit Popular (PP).
| Eleccions municipals de 26 de maig de 2019 - Sanet i els Negrals                                                             |                                      |                                     |                                     |      |          |          |
| Candidatura | Candidatura                          | Candidatura                         | Cap de llista                       | Vots | Vots     | Regidors |
| | Independents per Sanet i els Negrals |                                     | Joaquín Gavilá Mengual              | 235  | 66,76%   | 5 ()     |
| | Partit Popular                       |                                     | José Andrés Ferrando Ortolá         | 114  | 32,39%   | 2 ()     |
| | Vots en blanc                        |                                     |                                     | 3    | 0,85%    |          |
| Total vots vàlids i regidors                                                                                                 | Total vots vàlids i regidors         | Total vots vàlids i regidors        | Total vots vàlids i regidors        | 352  | 100 %    | 7        |
| | Vots nuls                            | Vots nuls                           | Vots nuls                           | 8    | 2,22%    |          |
| Participació (vots vàlids més nuls)                                                                                          | Participació (vots vàlids més nuls)  | Participació (vots vàlids més nuls) | Participació (vots vàlids més nuls) | 360  | 77,42%** |          |
| Abstenció | Abstenció                            | Abstenció                           | Abstenció                           | 105* | 22,58%** |          |
| Total cens electoral | Total cens electoral                 | Total cens electoral                | Total cens electoral                | 465* | 100 %**  |          |
| Alcalde: Joaquín Gavilá Mengual (Sanet-Fepal) (15/06/2019) Per majoria absoluta dels vots dels regidors                      |                                      |                                     |                                     |      |          |          |
| Fonts: JEC, JEZ Dénia, M. Interior, Periòdic Ara. (* No són vots sinó electors. ** Percentatge respecte del cens electoral.) |                                      |                                     |                                     |      |          |          |

### Alcaldia
Des de 2015 l'alcalde de Sanet i els Negrals és Joaquín Gavilá Mengual, d'Independents per Sanet i els Negrals (Sanet-Fepal).
| Període                       | Alcalde o alcaldessa                             | Partit polític | Data de possessió     | Observacions         |
| ----------------------------- | ------------------------------------------------ | -------------- | --------------------- | -------------------- |
| 1979–1983                     | Vicente Mut Costela                              | UCD            | 19/04/1979            | --                   |
| 1983–1987                     | Vicente Mut Costela                              | AP-PDP-UL-UV   | 28/05/1983            | --                   |
| 1987–1991                     | Vicente Fornés García                            | AP             | 30/06/1987            | --                   |
| 1991–1995                     | Pascual Riera Vives                              | PP             | 15/06/1991            | --                   |
| 1995–1999                     | Pascual Riera Vives                              | PP             | 17/06/1995            | --                   |
| 1999–2003                     | Pascual Riera Vives                              | PP             | 03/07/1999            | --                   |
| 2003–2007                     | Pascual Riera Vives                              | PP             | 14/06/2003            | --                   |
| 2007–2011                     | Pascual Riera Vives                              | PP             | 16/06/2007            | --                   |
| 2011–2015                     | Juan Alejandro Mut Sirera                        | IpSEN          | 11/06/2011            | --                   |
| 2015–2019                     | Juan Alejandro Mut Sirera Joaquín Gavilá Mengual | I-Sanet        | 13/06/2015 28/09/2017 | Dimissió/renúncia -- |
| 2019-2023                     | Joaquín Gavilá Mengual                           | Sanet-Fepal    | 15/06/2019            | --                   |
| Des de 2023                   | n/d                                              | n/d            | 17/06/2023            | --                   |
| Fonts: Generalitat Valenciana |                                                  |                |                       |                      |

## Monuments i llocs d'interès
- Església Parroquial.

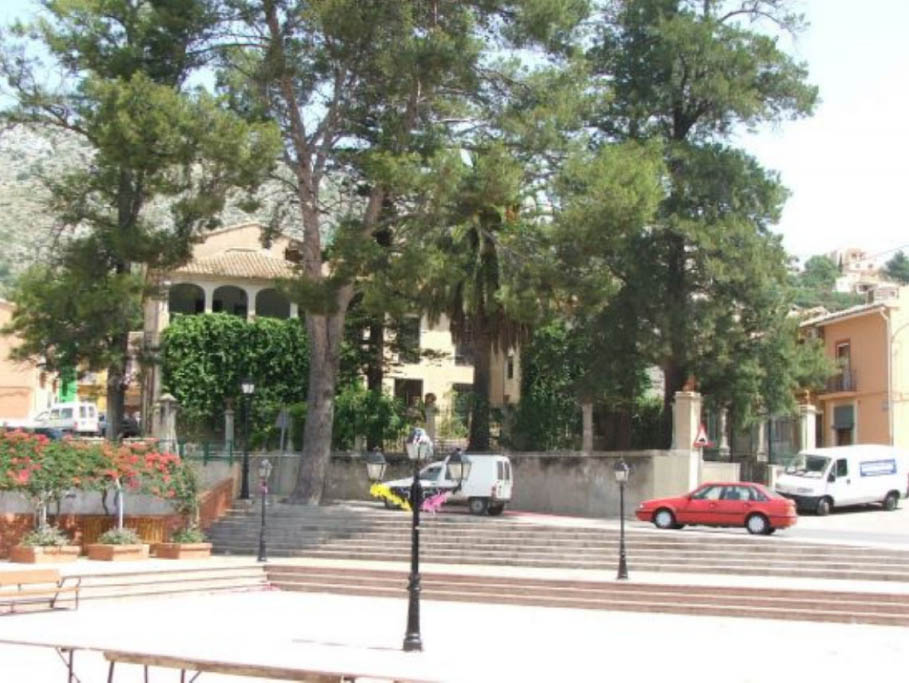
La Senyoria

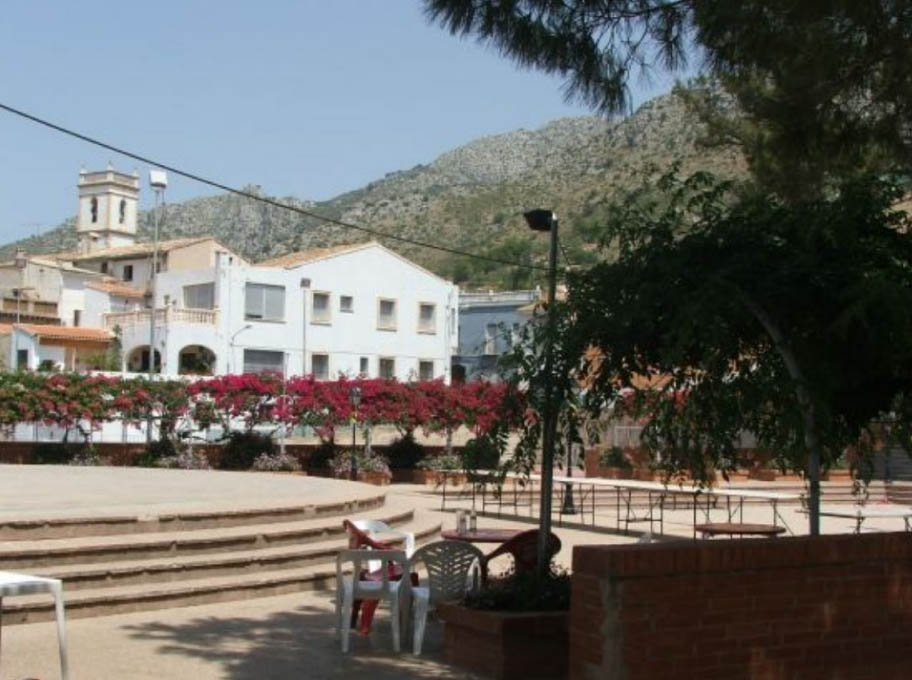
Plaça del Crist

- La Senyoria. Palauet dels Senyors de Merita, situat al nucli urbà.

- La Magnòlia. Arbre centenari importat d'Amèrica. D'alt interès botànic, es tracta d'una espècie anterior a l'aparició de les abelles i per això les seues flors es van desenvolupar perquè pogueren ser pol·linitzades per escarabats. Com a conseqüència, tenen carpels durs per evitar el seu deteriorament. S'han trobat espècimens fossilitzats de M. acuminata amb 20 milions d'anys i s'han pogut identificar plantes pertanyents a la família de les magnoliàcies que daten de fa 95 milions d'anys. Com a curiositat, es tracta de l'arbre més gran de la província d'Alacant.

- Plaça del Crist. Plaça construïda per participació econòmica de tot el poble, que oferix una vista panoràmica immillorable de la vall.

## Festes
- Festes de la Colombòfila. Festes celebrades al juny en honor de "Sant Antoni" i a la Joventut.

- Festes del Crist. Festes patronals celebrades en la primera setmana de setembre en honor del Crist de la Salut i Santa Anna

## Personatges
- Francisco Femenia Far, jugador del Reial Madrid Castella en la temporada 2012-2013
- Joan Baptista Mengual Llull, conegut pel seu pseudònim Isa Tròlec, escriptor. 1945 - 1992